# BAL-120
Les BAL-120 sont une catégorie d'aliments locaux, conçue pour lutter de façon durable et autonome contre la malnutrition infantile.
Les Bouillies Amylasées Locales à 120 Kcal/100ml  ou BAL-120 (en anglais Local Amylased Food 120 Kcal/100ml, ou LAF-120) sont des aliments destinés à la prévention et à la prise en charge des malnutritions, en particulier celles des nourrissons et des jeunes enfants. Les BAL-120 se présentent sous forme de bouillies liquéfiées de haute densité protéino-énergétique.
Les BAL-120 sont des bouillies d'abord épaisses à base principalement de céréales et de légumineuses, puis liquéfiées après cuisson grâce à l’action enzymatique d’amylases sur l'amidon :
- Les ingrédients entrant dans la composition de la bouillie ainsi que les amylases proviennent des ressources locales.
- La liquéfaction permet d’obtenir des bouillies assez liquides d'une densité calorique minimum de 120 Kcal/100ml, valeur demandée par l'OMS et l'UNICEF pour les jeunes enfants ne recevant par jour qu'un ou deux compléments à l'allaitement maternel,pour ceux qui ont plus d'un an ou/et ne sont plus allaités. (1)

## Historique
L'idée « de liquéfier une bouillie en y ajoutant de petites quantités de farine riche en amylases pour que cette bouillie à 30 % de matières sèches se liquéfie instantanément et que sa densité calorique atteigne 1 kcal/g » a été proposée dès les années 1980 (2) . 
Cette idée a été mise en œuvre, à partir des années 1990, au Burkina Faso par le Projet Misola. Depuis 2009, ce concept est promu en particulier par le Projet Bamisa (Bouillie Amylasée Mil, Soja, Arachide) (3) .
Un des meilleurs exemples de BAL-120 a été mis en œuvre par Proder-Sud/Fida (4) à Brazzaville.

## Fondements du concept
Les amidons ont, lors de la cuisson, un effet fortement gélifiant. La consistance épaisse des bouillies a pour conséquences, soit le refus, le ralentissement et la réduction des prises alimentaires par les jeunes enfants, soit l'obligation de diluer les bouillies, le plus souvent à l'eau. Dans un cas comme dans l’autre, les ingérés protéino-énergétiques sont très insuffisants. 
L’ajout d’une petite quantité de l’une des amylases locales, en particulier de malt, dans les bouillies épaisses encore chaudes, permet la liquéfaction enzymatique des bouillies et évite leur dilution. Ce procédé de liquéfaction permet de préparer des bouillies avec beaucoup  de farine (30 % de matière sèche) et peu d’eau, et d’atteindre ainsi, au minimum, 120 Kcal pour 100 ml de bouillie. Toute maman dispose dans sa salive (mouiller la cuillère) et dans son lait (une petite cuillère par bol de bouillie) des amylases liquéfiantes permettant d'obtenir les BAL-120 nécessaires à son enfant.

## Finalités
Le concept des BAL-120 permet de compléter les programmes d’éducation nutritionnelle et d’avoir un résultat durable sur la malnutrition infantile grâce à l’enseignement de la liquéfaction applicable à toutes les bouillies épaisses ou purées données en complément à l’allaitement maternel. Les familles qui ont bénéficié d’éducation nutritionnelle sur ce thème, seront plus compétentes pour nourrir correctement par elle-même leurs enfants.
Le concept des BAL-120 donne la possibilité à toute famille, à toutes les structures qui se préoccupent de l’état nutritionnel des enfants de la communauté, même si ces structures sont isolées, d’augmenter de manière autonome et à peu de frais, leur capacité de prise en charge préventive et curative des malnutritions infantiles. Pour les programmes d’aide alimentaire utilisant des produits importés, l'alternative des BAL-120 constituent une économie considérable du fait du moindre coût de la production locale, du transport et de l’acheminement. La liquéfaction avec une amylase locale, sans dilution, de bouillies épaisses et chaudes faites à partir des farines de l'aide internationale permet d'obtenir les 120Kcak / 100 ml nécessaires aux jeunes enfants.
Le recours exclusif aux ressources locales facilite la mise en place, au niveau familial, de bonnes pratiques nutritionnelles sans détourner les enfants de leurs habitudes alimentaires. 
Les « farines composées » destinées à la préparation de bouillies de type BAL-120, peuvent provenir, soit d’Unités de Production Artisanale, soit de Groupes de Fabrication Communautaire, soit de préparations familiales. 
Les BAL-120 permettent de limiter les dépendances vis-à-vis de l’Agro-alimentaire et/ou de faire face aux ruptures d’approvisionnement. La production familiale de BAL-120 réduit les dépenses des familles modestes.
Les BAL-120 peuvent être également obtenues à partir des « bouillies composées fermentées » très épaisses qu’on liquéfiera de même, sans dilution, avec un peu d’une amylase locale.